# Enrique Correa Ríos
Enrique Fernando Correa Ríos (Ovalle, 14 de noviembre de 1945) es un consultor y político chileno de afiliación socialista. En la actualidad es un prominente actor del negocio de las asesorías comunicacionales y el lobby entre las  empresas y el Estado.
Activo opositor a la dictadura militar del general Augusto Pinochet, una vez recuperada la democracia en su país se desempeñó como ministro de Estado en la cartera de Secretaría General de Gobierno, bajo el gobierno del presidente demócrata cristiano Patricio Aylwin (1990-1994).

## Primeros años
Hijo de Enrique Correa Padilla y Loreto Ríos Medina, estudió en una escuela pública y luego en el Liceo de Hombres de su ciudad natal. A los doce años ingresó a la Juventud de la Democracia Cristiana (JDC) y posteriormente fue seminarista en Santiago.
Estudió filosofía en la Universidad Católica, acercándose a Jaime Castillo Velasco y Rodrigo Ambrosio. En julio de 1967 asumió como presidente de la Juventud de la DC, pero dos años más tarde, a raíz de su reacción tras la Masacre de Puerto Montt, fue pasado al tribunal de disciplina y removido de su cargo. Posteriormente ingresó en el Movimiento de Acción Popular Unitaria (MAPU), movimiento formado por ex democratacristianos y liderado por Ambrosio.
En 1969 se casó con la ingeniera comercial María Catalina Bau Aedo, de quién se divorció en 1991, al año siguiente contrajo segundas nupcias con la actriz María Verónica Paz Eyzaguirre. De sus matrimonios tuvo seis hijos.

## UP y Dictadura militar
El 7 de marzo de 1973, ya en el MAPU, participó en un fraccionamiento en compañía de Fernando Flores.
Tras el golpe de Estado de 1973 del general Augusto Pinochet contra el gobierno del socialista Salvador Allende, se asiló en la embajada de Perú y luego viajó a la Unión Soviética y a la República Democrática Alemana como representante del MAPU.
Vivió en la clandestinidad y al llegar la democracia fue uno de los negociadores con el pinochetismo.

## En democracia
Durante la década de 1980, fue el coordinador general del «comando del No» que gestionó la campaña para el plebiscito, y pasó al Partido Socialista (PS).
Posteriormente, trabajó en la campaña de Aylwin, quien una vez elegido presidente lo nombró de ministro secretario general de Gobierno. Tras dejar el cargo en 1994, formó su primera oficina de consultoría, que derivó en la empresa de lobby Imaginacción Consultores, que ha atendido a clientes tan diversos como el aeródromo de la rural Buin, gobiernos extranjeros, CTC, isapres, el exmandatario argentino Carlos Menem y las tabacaleras, entre muchos otros.
Fue director (1997) de la Facultad Latinoamericana de Ciencias Sociales (Flacso), asesorando varios gobiernos, y miembro de la Comisión de Verdad Histórica y Nuevo Trato con los Pueblos Indígenas nombrado por el presidente Ricardo Lagos en 2001. 
En julio de 2004 renunció a su militancia al Partido Socialista, por conflictos ligados al royalty a la minería. Pidió su reincorporación a la tienda en septiembre de 2009.
Hoy es considerado uno de los principales lobbistas del país. Entre las personalidades a las que ha prestado asesorías comunicacionales junto a su empresa Imaginacción —en algunos de manera ad honorem— se encuentran Cristián Precht , los excomandantes en jefe del Ejército Juan Miguel Fuente-Alba  y Juan Emilio Cheyre , los grupos empresariales Penta (a raíz del caso homónimo) y SQM, los exministros Patricio Rosende Lynch y Javiera Blanco, el director de cine Nicolás López y el director de telenovelas Herval Abreu.